# Bensonhurst
Bensonhurst est un quartier situé dans le sud-ouest de l'arrondissement de Brooklyn à New York. Il se trouve au sud de Flatbush.
Il est connu comme le « Little Italy » de Brooklyn à cause de la forte proportion d'Italo-Américains. On y trouve aussi le « second Chinatown » de New York.
La population était de 151 705 habitants en 2010.

## Histoire

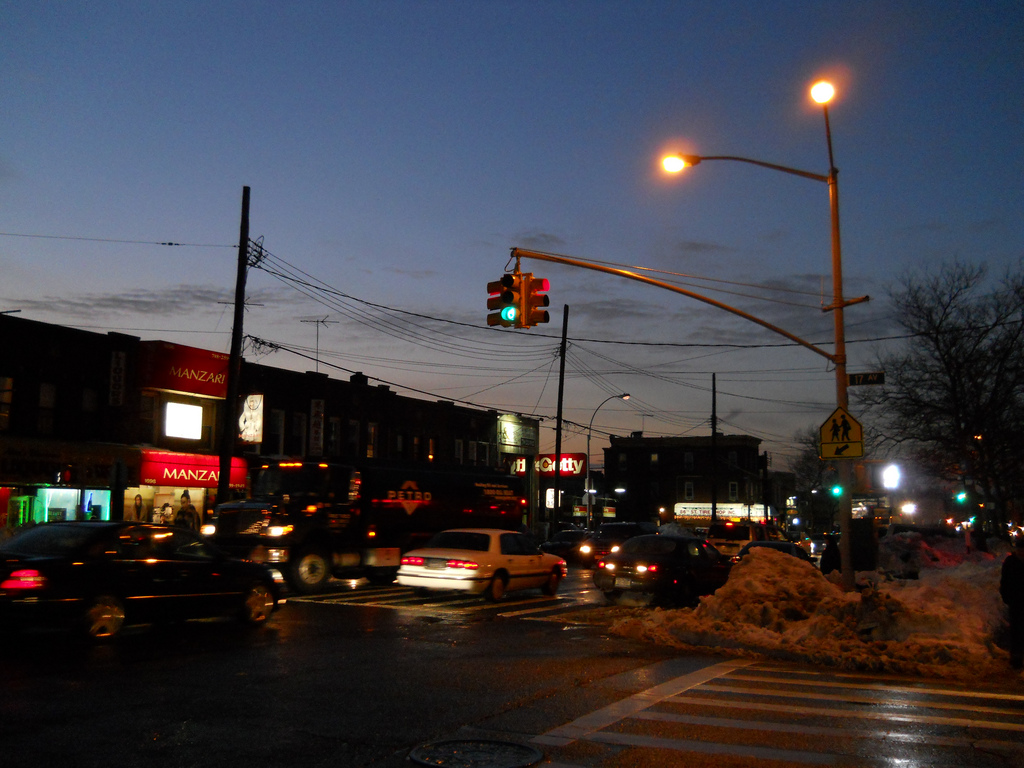
La à Bensonhurst.

## Démographie
Composition ethno-raciale en 2010, :
- Blancs non hispaniques (48,73 %)
- Hispaniques et Latinos (13,37 %)
- Asiatiques (35,66 %)
- Noirs (0,71 %)
- Métis (1,21 %)
- Autres (0,32 %)

Selon l'American Community Survey, pour la période 2008-2012, 32,35 % de la population âgée de plus de 5 ans déclare parler une langue chinoise à la maison, 25,79 % déclare parler l'anglais, 11,26 % le russe, 11,11 % l'espagnol, 6,61 % l'italien, 1,84 % l'arabe, 1,74 % l'ourdou, 1,09 % le polonais, 0,66 % le yiddish et 7,55 % une autre langue.